# Pi orh
Pi orh (in Thai ปี่อ้อ) ist ein Doppelrohrblattinstrument mit einer konischen Holzröhre in Thailand und Kambodscha.
Das pi orh besteht aus zwei Teilen: dem Rohrblatt und dem Klangkörper. Das Rohrblatt ist aus gepresstem Bambus gefertigt, das zu einem Doppelrohrblatt geformt und durch kleine Bambusstöckchen zusammengeklammert wird. Das Rohrblatt wird in ein Ende des Klangkörpers platziert. 
Das pi orh wird als Solo-Instrument oder in einem Ensemble als Unterhaltungsinstrument, bei magischen Ritualen oder als Musiktherapie verwendet.